# Sociaal-Economische Raad

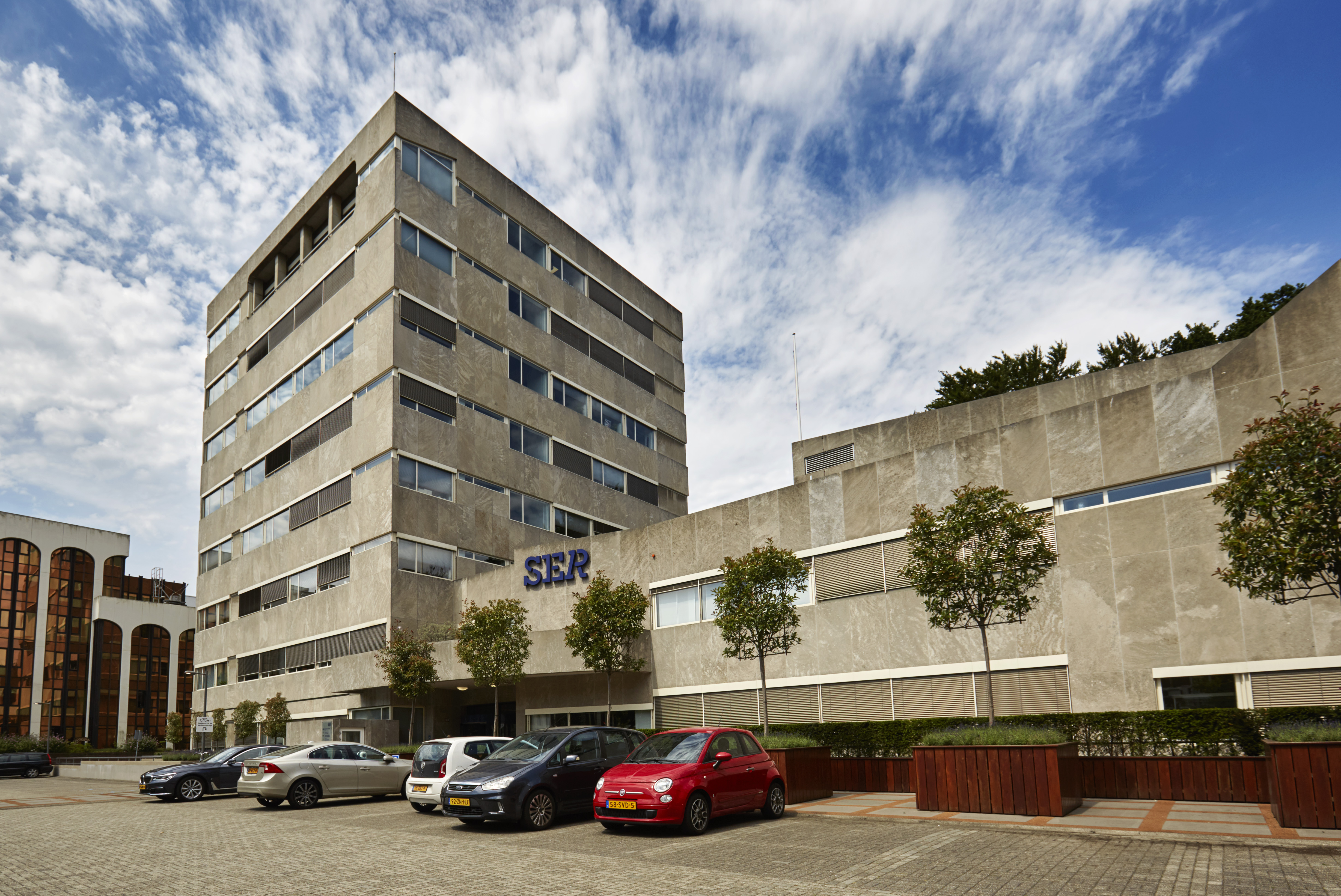
Sitz des SER in Den Haag

Der Sociaal-Economische Raad (dt.: Sozial-Ökonomischer Rat, kurz: SER) ist das wichtigste Beratungsorgan in sozioökonomischen Fragen in den Niederlanden. Der Rat berät primär die niederländische Regierung und beide Kammern des Parlaments. Der SER besteht aus Vertretern von Arbeitgeberverbänden, Gewerkschaften und unabhängigen Professoren, die vom König ernannt werden. Im Rat beraten und diskutieren 33 Mitglieder über arbeitsmarktpolitische, sozialpolitische und wirtschaftspolitische Fragen. Darüber hinaus fördert der Rat die Erarbeitung von gesamtgesellschaftlichen Abschlüssen, z. B. in der Renten- und Energiepolitik und sogenannte convenanten für Unternehmerische Sozialverantwortung.

## Zusammensetzung
Der Rat besteht aus 33 Mitgliedern, zu jeweils einem Drittel aus Vertretern von Arbeitgebern, Arbeitnehmern und unabhängigen Experten, die an niederländischen Universitäten zu arbeitsmarktrelevanten Fragen forschen, z. B. Arbeitsrecht, Volkswirtschaftslehre oder soziale Diversität/Integration. Das Mitglied, das den Ratsvorsitz hat, wird ebenfalls vom König ernannt und zählt zu den unabhängigen Experten, den sogenannten kroonleden. Seit 2014 sitzt die frühere PvdA-Fraktionsvorsitzende Mariëtte Hamer dem Rat vor. Jedes Mitglied hat einen Stellvertreter. Folglich hat jede der drei Parteien 11 Mitglieder.
Arbeitgeberverbände:
- VNO-NCW (sieben Sitze)
  - Vorsitzende/r ist zugleich Co-Vizevorsitzende/r des Rates
- MKB-Nederland (drei Sitze)
- LTO Nederland (ein Sitz)

Arbeitnehmerverbände:
- FNV (sieben Sitze)
  - Vorsitzende/r ist zugleich Co-Vizevorsitzende/r des Rates
- CNV (zwei Sitze)
- VCP (zwei Sitze)

Unabhängige Experten (elf Sitze), unter anderem:
- Vorsitzende/r
- Vertreter/in der Niederländischen Zentralbank
- Präsident/in des Centraal Planbureau
- Präsident/in des Sociaal en Cultureel Planbureau
- Universitätsprofessoren/Hochschullehrer